# 汤姆·考特尼
托马斯·威廉·“汤姆”·考特尼（英語：Thomas "Tom" William Courtney，1933年8月17日—2023年8月22日），美国前男子田径运动员，主攻中跑。他曾在1956年夏季奥运会田径比赛中获得男子800米和4×400米接力金牌。